# 愛知県道227号港中川線
愛知県道227号港中川線（あいちけんどう227ごう みなとなかがわせん）は、愛知県名古屋市港区にある名古屋港と同市中川区を結ぶ一般県道である。ほとんどの区間が港区内を通っているほか、他路線との重複区間が長い。

## 概要

### 路線データ
- 起点：愛知県名古屋市港区港陽（築地口交差点）
- 終点：愛知県名古屋市中川区富永（国道1号交点）

## 沿革
- 1959年12月15日：認定[1]

## 別名
- 金城ふ頭線（名古屋市港区）
- 環状線（名古屋市港区）
- 十一屋線（名古屋市港区・中川区）
- 両茶橋線（名古屋市港区・中川区）

## 地理

### 交差する道路
- 名古屋市道金城埠頭線（金城ふ頭線）（築地口交差点 - 稲永交差点間で重複）
- 名古屋市道名古屋環状線（築地口交差点 - 築三町交差点で重複）
- 国道154号（築地口交差点）
- 名古屋市道江川線（築地口交差点）
- 国道23号（名四国道）（十一屋交差点）
- 愛知県道59号名古屋中環状線（十一屋交差点 - 油屋町2丁目交差点間および明徳橋・日之出橋上で重複）
- 愛知県道70号名古屋十四山線（東海通）（明徳橋東詰 - 西福田交差点間で重複）
- 国道302号（名古屋環状2号線）（南陽中学校前交差点）
- 愛知県道106号鳥ヶ地名古屋線（西福田5丁目交差点）
- 国道1号（富永西交差点）

### 沿線
- 名古屋港シートレインランド
- ベイシア・カインズモール名古屋みなと店
- 名古屋臨海高速鉄道あおなみ線 稲永駅
- ポートウォークみなと
- 愛知県立惟信高等学校
- 戸田川緑地
- 愛知県立南陽高等学校